# Acácio Aires Moreira da Silva
Acácio Aires Moreira da Silva (São Pedro, 13 oktober 1958) is een Portugees componist, muziekpedagoog, dirigent, altviolist en trompettist. 

## Levensloop
Moreira da Silva is afkomstig uit een familie van amateurmuzikanten en kwam al vroeg in contact met muziek. Zijn eerste regelmatige muziekles kreeg hij van zijn grootvader Manuel Maria en van zijn oom Alvaro Moreira da Silva in Frankrijk. Aldaar studeerde hij muziekopleiding bij Mvr. Vantouroute en trompet bij Despès aan Le Conservatoire de musique, de danse et d’art dramatique in Roubaix. In 1974 ging hij terug naar Portugal onderbreekt zijn opleiding en werd trompettist in de filharmonie van Nogueira (Filarmónica de Nogueira). Op 17-jarige leeftijd verhuisd hij naar Lissabon en werd lid van de Banda Sinfónica da Guarda Nacional Republicana. Tegelijkertijd zette hij zijn studies in de militaire muziekacademie bij Manuel Rodrigues (bariton en trombone) alsook bij Fausto Dias (solfège) voort. Verder studeert hij aan de Escola de Música do Conservatório Nacional de Lisboa altviool, compositie, muziekopleiding, akoestiek, muziekgeschiedenis en koor- en orkestdirectie. Zijn docenten aldaar waren Fernando Afonso, Alberto Nunes, Cristopher Boochman, Palmira Macias, Salomé Leal, Noémia Borges, Fernanda Mela, Teresita Marques en Fernando Eldoro. Verder studeerde hij trombone bij Emídio Coutinho.
Op 18-jarige leeftijd was hij dirigent van de Banda de Nogueira. Later werd hij eveneens dirigent van de Banda da Casa de Trás-os-Montes em Lisboa, de Banda de Sociedade União Musical Alenquerense en van de Banda da Renault Portuguesa. Vanaf 1990 is hij dirigent van de Banda de Associação Filarmónica União Lapense uit Lapa en sinds 1997 dirigent van de Banda da Sociedade Filarmónica Cartaxense in Cartaxo.
Als altviolist was hij verbonden aan het Orquestra Sinfónica Juvenil, het kamerorkest en het Collegium musicom, het operaorkest en het symfonieorkest van de omroep (Rádio Difusão Portuguesa) en het Orquestra Sinfónica Portuguesa. 
Tot 2005 was hij solist op eufonium in de Banda Sinfónica da Guarda Nacional Republicana en docent aan de militaire muziekacademie van de Guarda Nacional Republicana. 
Vanaf 1982 werkt hij als docent voor muziekopleiding, koorzang, altviool en viool aan de Academie voor muziek en dans (Escola de Musica e Bailado de) Linda-a-Velha en bleef in deze functie tot 1995. Met twintig studenten van deze academie reisde hij in 1990, met steun van de stad Lissabon en van het ministerie voor educatie, naar Parijs om aan een uitwisselingsprogramma met Franse muziekscholen deel te nemen. Van 1997 tot 2000 was hij directeur en docent voor muziekopleiding aan het Conservatório Regional Silva Marques in Alhandra ten zuiden van Vila Franca de Xira.
Als componist schreef hij werken voor banda (harmonieorkest). Het bekendste werk is de paso doble El Barbanha. 